# Kanapanaikanahalli, Madhugiri
Kanapanaikanahalli là một làng thuộc tehsil Madhugiri, huyện Tumkur, bang Karnataka, Ấn Độ.